# Podjezičnica
Podjezíčnica, tudi hioídna kost (latinsko os hyoideum) leži pod spodnjo čeljustnico in je vpeta v vratne mišice. Tipljemo jo na meji med brado in vratom. Telo ima v sredini ob strani dva para odrastkov, en par manjših (cornu minus) in en par večjih (cornu majus).